# ایمونوسیتوشیمی
ایمونوسیتوشیمی (به انگلیسی Immunocytochemistry) یا ICC یک تکنیک متداول آزمایشگاهی است که به منظور مکان یابی یک پروتئین یا آنتی ژن خاص در سلول‌ها انجام می‌شود. این مکان یابی از طریق اتصال آن پروتئین به آنتی بادی اولیه ویژه خود صورت می‌گیرد.
آنتی بادی اولیه به آنتی بادی ثانویه ای که با فلوئوروفور کانجوگه شده‌است، متصل می‌شود. به این ترتیب امکان مشاهده پروتئین در زیر میکروسکوپ فلوئورسنت  فراهم می‌گردد. ICC به محققین این امکان را می‌دهند تا بیان یا عدم بیان آنتی ژن مورد نظر را در سلول‌های نمونه بررسی کنند. در مواردی که سیگنال‌های immunopositive ایجاد می‌شود، حتی این امکان وجود دارد که تعیین کنیم کدام یک از زیربخش‌های سلول در حال بیان آنتی ژن مورد نظر است.

## ایمونوسیتوشیمی در مقابل ایمونوهیستوشیمی
ایمونوسیتوشیمی و ایمونوهیستوشیمی از نظر آماده‌سازی نمونه با یکدیگر متفاوت هستند. در ایمونوسیتوشیمی نمونه، می‌تواند سلول‌هایی باشد که در محیط کشت رشد پیدا کرده‌اند، معلق اند یا از یک اسمیر برداشت شده‌اند. برعکس، در ایمونوهیستوشیمی، نمونه‌ها بخش‌هایی از بافت زیستی هستند که در آن سلول‌ها توسط دیگر سلول‌ها و بافت‌هایی که در حالت طبیعی در اطراف وجود دارند، قرار گرفته‌اند.